# Piacenza Calcio 1919 2013-2014
In questa pagina sono raccolte le informazioni sulle competizioni ufficiali disputate dalla Società Sportiva Dilettantistica Piacenza Calcio 1919 nella stagione 2013-2014.

## Divise e sponsor
Lo sponsor principale per la stagione 2013-2014 è Lpr (e marchi associati), appena sotto Banca Centropadana, dietro in alto Rossetti Market, in basso Unicef, lo sponsor tecnico rimane la Macron.
| Casa | Trasferta | Terza maglia |

## Organigramma societario
Area direttiva
- Presidente: Marco Gatti
- Presidente onorario: Stefano Gatti
- Vice presidente: Paolo Seccaspina
- Vice presidente: Guido Molinaroli
- Direttore generale: Marco Scianò

Area tecnica
- Direttore sportivo: Marzio Merli, dal 27 novembre 2013 Gianni Rubini[1]
- Allenatore: William Viali, dal 29 ottobre 2013 Roberto Venturato[2], dal 8 gennaio 2014 William Viali[3]
- Allenatore in 2º: Stefano Parmigiani, dal 29 ottobre 2013 Marco Bracchi, dal 8 gennaio 2014 Stefano Parmigiani
- Allenatore dei portieri: Francesco Cavi
- Preparatore atletico: Marco Bracchi

## Rosa
Sono in corsivo i giocatori che hanno lasciato la società durante la stagione.
| N. |                      | Ruolo | Calciatore           |
| -- | -------------------- | ----- | -------------------- |
|    | Italia (bandiera)    | P     | Riccardo Bertozzi    |
|    | Italia (bandiera)    | P     | Matteo Ferrari       |
|    | Italia (bandiera)    | P     | Marco Serena         |
|    | Italia (bandiera)    | D     | Luca Meregalli       |
|    | Italia (bandiera)    | D     | Diego Tognassi       |
|    | Italia (bandiera)    | D     | Samuele Emiliano     |
|    | Italia (bandiera)    | D     | Alessandro Cavicchia |
|    | Argentina (bandiera) | D     | Emanuel Martinez     |
|    | Italia (bandiera)    | D     | Cristian Di Leo      |
|    | Italia (bandiera)    | D     | Mattia Benedetti     |
|    | Italia (bandiera)    | D     | Giovanni Rossi       |
|    | Georgia (bandiera)   | D     | Shalva Sanashvili    |
|    | Italia (bandiera)    | D     | Antonio De Matteo    |
|    | Italia (bandiera)    | D     | Nicolò Galli         |
|    | Italia (bandiera)    | C     | Lorenzo Alessandroni |
|    | Italia (bandiera)    | C     | Mattia Bovi          |

| N. |                     | Ruolo | Calciatore          |
| -- | ------------------- | ----- | ------------------- |
|    | Italia (bandiera)   | C     | Michele Colombo     |
|    | Svizzera (bandiera) | C     | Simone Fumasoli     |
|    | Italia (bandiera)   | C     | Alessandro Cortesi  |
|    | Italia (bandiera)   | C     | Nicola Milani       |
|    | Italia (bandiera)   | C     | Daniele Orlandini   |
|    | Italia (bandiera)   | C     | Alberto Pignat      |
|    | Italia (bandiera)   | C     | Andrea Sgariboldi   |
|    | Italia (bandiera)   | C     | Claudio Pani        |
|    | Italia (bandiera)   | C     | Mario Tacchinardi   |
|    | Italia (bandiera)   | A     | Giovanni Amodeo     |
|    | Italia (bandiera)   | A     | Alessio De Vecchis  |
|    | Italia (bandiera)   | A     | Carmine Marrazzo    |
|    | Italia (bandiera)   | A     | Alessandro Minasola |
|    | Italia (bandiera)   | A     | Francesco Volpe     |
|    | Italia (bandiera)   | A     | Marco Arena         |
|    | Italia (bandiera)   | A     | Paolo Martino       |

## Calciomercato

### Sessione estiva
| Acquisti | Acquisti             | Acquisti            | Acquisti      |
| R.       | Nome                 | da                  | Modalità      |
| -------- | -------------------- | ------------------- | ------------- |
| P        | Riccardo Bertozzi    | Parma               | prestito      |
| P        | Marco Serena         |                     | svincolato    |
| D        | Antonio De Matteo    | Pergolettese        | definitivo    |
| D        | Emanuele Rossi       | Bobbiese            | fine prestito |
| D        | Cristian Di Leo      | Derthona            | definitivo    |
| D        | Nicolò Galli         | Fiorenzuola         | prestito      |
| D        | Luca Meregalli       |                     | svincolato    |
| D        | Giovanni Rossi       | AlzanoCene          | definitivo    |
| D        | Shalva Sanashvili    | Tor di Quinto       | definitivo    |
| C        | Lorenzo Alessandroni | Parma               | prestito      |
| C        | Mattia Bovi          | Fidenza             | definitivo    |
| C        | Michele Colombo      | Atalanta            | prestito      |
| C        | Nicola Milani        | Pergolettese        | definitivo    |
| C        | Claudio Pani         | Casale              | definitivo    |
| C        | Gianluca Bassi       | Borgonovese         | fine prestito |
| C        | Andrea Sgariboldi    | Pergolettese        | definitivo    |
| A        | Alessio De Vecchis   | Virtus Castelfranco | definitivo    |
| A        | Paolo Martino        | Parma               | prestito      |

| Cessioni | Cessioni           | Cessioni      | Cessioni      |
| R.       | Nome               | a             | Modalità      |
| -------- | ------------------ | ------------- | ------------- |
| P        | Luca Bissolotti    |               | svincolato    |
| P        | Alessandro Bosi    | Fontana Audax | svincolato    |
| P        | Manuel Govoni      | Giacomense    | fine prestito |
| P        | Matteo Riboldi     | Fidentina     | svincolato    |
| D        | Giuseppe Comisso   | Bustese       | svincolato    |
| D        | Matteo Malvicini   | Royale Fiore  | svincolato    |
| D        | Emanuele Rossi     | Agazzanese    | svincolato    |
| D        | Cristian Di Leo    | Lavagnese     | svincolato    |
| D        | Stefano Tignonsini | Derthona      | svincolato    |
| C        | Paolo Passera      | Fidentina     | svincolato    |
| C        | Fabio Pellacini    | Royale Fiore  | svincolato    |
| C        | Mattia Pignanelli  | Agazzanese    | svincolato    |
| C        | Pietro Giovene     | Rottofreno    | svincolato    |
| C        | Luca Raguseo       | Royale Fiore  | svincolato    |
| C        | Gianluca Bassi     | Royale Fiore  | svincolato    |
| P        | Carmine Franzese   | Medesanese    | svincolato    |
| P        | Ivan Lucev         | Fidentina     | svincolato    |
| P        | Davide Valla       | Fontana Audax | svincolato    |

### Sessione invernale
| Acquisti | Acquisti          | Acquisti      | Acquisti   |
| R.       | Nome              | da            | Modalità   |
| -------- | ----------------- | ------------- | ---------- |
| D        | Mattia Benedetti  | Udinese       | prestito   |
| D        | Samuele Emiliano  |               | svincolato |
| C        | Alberto Pignat    | Venezia       | prestito   |
| C        | Mario Tacchinardi | Sambonifacese | definitivo |
| A        | Giovanni Amodeo   | Vado          | definitivo |

| Cessioni | Cessioni           | Cessioni     | Cessioni      |
| R.       | Nome               | a            | Modalità      |
| -------- | ------------------ | ------------ | ------------- |
| D        | Antonio De Matteo  |              | svincolato    |
| D        | Nicolò Galli       | Fiorenzuola  | fine prestito |
| D        | Emanuel Martinez   | Parma        | fine prestito |
| C        | Alessandro Cortesi | Pro Piacenza | definitivo    |
| C        | Claudio Pani       |              | svincolato    |
| A        | Marco Arena        |              | svincolato    |

## Risultati

### Serie D girone B

#### Girone di andata
| Arbitro: | Capone (Palermo) |

|                                  |           |                                   |
| Lacchini 9’ (s.t) Comi 27’ (s.t) | Marcatori | 12’ (s.t) Volpe 38’ (s.t) Martino |

| Arbitro: | Vitulano (Livorno) |

|                                      |           |  |
| Marrazzo 45’ (rig.), 48’ Martino 78’ | Marcatori |  |

| Arbitro: | Massimi (Termoli) |

|              |           |                                                |
| Castagna 26’ | Marcatori | 34’ De Vecchis 58’ (rig.) Marrazzo 80’ Martino |

| Arbitro: | Fourneau (Roma) |

|                            |           |                        |
| Fumasoli 4’ De Vecchis 67’ | Marcatori | 9’ Filippini 79’ Lella |

| Piacenza 29 settembre 2013 5ª giornata | Pro Piacenza      | 0 – 0 referto | Piacenza | Stadio Leonardo Garilli (circa 3 000 spett.)\| Arbitro: \| Capasso (Firenze) \| |
| Arbitro:                               | Capasso (Firenze) |               |          |                                                                                 |

| Arbitro: | Mei (Pesaro) |

|              |           |           |
| Marrazzo 38’ | Marcatori | 90’ Sorti |

| Arbitro: | De Luca (Ercolano) |

|                     |           |                                            |
| Rampinini 22’ (s.t) | Marcatori | 30’ (p.t) Fumasoli 37’ (rig. s.t) Marrazzo |

| Arbitro: | Meraviglia (Pistoia) |

|                        |           |  |
| Volpe 71’ Marrazzo 73’ | Marcatori |  |

| Arbitro: | Moretti (Folignano) |

|                                                          |           |                         |
| Marchesetti 5’ (p.t) Gemelli 21’ (s.t) Cabrini 48’ (s.t) | Marcatori | 46’ (rig. p.t) Marrazzo |

| Arbitro: | Guida (Salerno) |

|              |           |  |
| Marrazzo 10’ | Marcatori |  |

| Arbitro: | Robilotta (Sala Consilina) |

|                                   |           |                                          |
| Giorgi 39’ (p.t) Lorenzi 5’ (s.t) | Marcatori | 12’ (p.t), 14’ (p.t), 45’ (s.t) Marrazzo |

| Arbitro: | Sprezzola (Mestre) |

|                                        |           |                                                                               |
| Volpe 5’ (p.t) Marrazzo 38’ (rig. p.t) | Marcatori | 20’ (p.t), 45’ (s.t) Sarr 24’ (p.t) Eugenio 8’ (s.t) Demasi 22’ (s.t) Appella |

| Arbitro: | Viotti (Trivoli) |

|                                    |           |                                                           |
| Marrazzo 14’ (p.t), 35’ (rig. s.t) | Marcatori | 30’ (p.t) Ruggeri 48’ (rig. p.t) Salandra 5’ (s.t) Crotti |

| Piacenza 1 dicembre 2013 14ª giornata | Piacenza       | 0 – 0 referto | Olginatese | Stadio Leonardo Garilli\| Arbitro: \| Kamal (Torino) \| |
| Arbitro:                              | Kamal (Torino) |               |            |                                                         |

| Arbitro: | Camplone (Pescara) |

|                                     |           |                    |
| Amodeo 29’ (p.t) Tognassi 31’ (p.t) | Marcatori | 9’ (s.t) Spampatti |

| Arbitro: | Vigile (Cosenza) |

|                                                    |           |                  |
| Lemma 14’ (p.t) Gezzi 26’ (p.t) Razzitti 55’ (s.t) | Marcatori | 42’ (p.t) Amodeo |

| Arbitro: | D’Apice (Arezzo) |

|                     |           |  |
| Marrazzo 69’ (rig.) | Marcatori |  |

#### Girone di ritorno
| Arbitro: | Acquapendente (Genova) |

|                                    |           |                                                             |
| Volpe 25’ (p.t) Fumasoli 32’ (p.t) | Marcatori | 44’ (p.t) Lacchini 22’ (s.t) Battaglino 32’ (s.t) Marzeglia |

| Arbitro: | Bertolino (Trapani) |

|                                          |           |                                                         |
| Tonani 5’ (s.t) Piraccini 27’ (rig. s.t) | Marcatori | 43’ (p.t) Amodeo 23’ (s.t) Bovi 44’ (rig. s.t) Marrazzo |

| Arbitro: | Scarpini (Arezzo) |

|                                                            |           |                                                            |
| Fumasoli 2’ (s.t) Marrazzo 10’ (s.t) Amodeo 38’ (rig. s.t) | Marcatori | 2’ (p.t) Mauri 24’ (s.t) Rigamonti 36’ (rig. s.t) Castagna |

| Arbitro: | Pasciuta (Agrigento) |

|  |           |                  |
|  | Marcatori | 29’ (p.t) Pignat |

| Arbitro: | Valiante (Nocera Inferiore) |

|  |           |                   |
|  | Marcatori | 34’ (p.t) Franchi |

| Arbitro: | Varola (Olbia) |

|                                                                      |           |                                                        |
| Pedrocchi 6’ (p.t), 32’ (rig. s.t), 37’ (s.t) Verzelletti 27’ (p.t)} | Marcatori | 47’ (p.t) De Vecchis 5’ (s.t) Volpe 17’ (s.t) Tognassi |

| Arbitro: | Ragonesi (Perugia) |

|                                    |           |                                   |
| Marrazzo 31’ (s.t), 45’ (rig. s.t) | Marcatori | 26’ (s.t) Peli 47’ (s.t) Sonzogni |

| Arbitro: | Di Benedetto (Barletta) |

|  |           |                                                    |
|  | Marcatori | 8’ (s.t), 35’ (rig. s.t) Marrazzo 26’ (s.t) Amodeo |

| Arbitro: | Volpi (Arezzo) |

|                                       |           |  |
| Volpe 36’ (p.t) Amodeo 15’ (rig. s.t) | Marcatori |  |

| Alzano Lombardo 16 marzo 2014 27ª giornata | AlzanoCene     | 0 – 0 referto | Piacenza | Stadio Carillo Pesenti Pigna (circa 300 spett.)\| Arbitro: \| Sartori (Este) \| |
| Arbitro:                                   | Sartori (Este) |               |          |                                                                                 |

| Arbitro: | Vidali (Pordenone) |

|                                                       |           |                 |
| De Vecchis 5’ (p.t), 21’ (s.t) Amodeo 16’ (rig. p.t)} | Marcatori | 16’ (s.t) Berta |

| Arbitro: | Scatigna (Taranto) |

|                                             |           |                  |
| Sarr 25’ (p.t), 43’ (p.t) Mazzini 39’ (p.t) | Marcatori | 46’ (p.t) Amodeo |

| Arbitro: | Simiele (Albano Laziale) |

|                           |           |  |
| Volpe 2’ (s.t), 21’ (s.t) | Marcatori |  |

| Arbitro: | Capone (Palermo) |

|                  |           |                  |
| Larese 21’ (p.t) | Marcatori | 24’ (p.t) Amodeo |

| Arbitro: | Cenami (Rieti) |

|  |           |                   |
|  | Marcatori | 26’, 57’ Marrazzo |

| Arbitro: | Ayroldi (Molfetta) |

|                                                    |           |  |
| Marrazzo 28’ (p.t), 40’ (s.t) Sanashvili 24’ (s.t) | Marcatori |  |

| Arbitro: | Loprete (Catanzaro) |

|                      |           |  |
| Prandelli 24’ Cò 54’ | Marcatori |  |

### Play-off
| Arbitro: | Rossi (Novara) |

|                    |           |                                                 |
| Marrazzo 48’ (s.t) | Marcatori | 23’ (p.t) Magrin 10’ (s.t), 12’ (s.t) Marzeglia |

### Coppa Italia Serie D
| Piacenza 18 agosto 2013, ore 18:00 Turno preliminare | Piacenza  | 1 – 0 referto | Correggese | Stadio Leonardo Garilli |
| \| \| \| \| \| Marrazzo 26’ \| Marcatori \| \|       |           |               |            |                         |
|                                                      |           |               |            |                         |
| Marrazzo 26’                                         | Marcatori |               |            |                         |

| Arbitro: | Rognoni (Arco Riva) |

|  |           |                                       |
|  | Marcatori | 31’ Marrazzo 57’ De Vecchis 75’ Volpe |

| Piacenza 18 settembre 2013, ore 18:00 Secondo Turno | Piacenza  | 1 – 0 referto | Virtus Castelfranco | Stadio Leonardo Garilli |
| \| \| \| \| \| Arena 43’ \| Marcatori \| \|         |           |               |                     |                         |
|                                                     |           |               |                     |                         |
| Arena 43’                                           | Marcatori |               |                     |                         |

| Arbitro: | Bruni (Fermo) |

|                  |           |  |
| Traini 26’ (s.t) | Marcatori |  |

## Statistiche

### Statistiche di squadra
| Competizione         | Punti | In casa | In casa | In casa | In casa | In casa | In casa | In trasferta | In trasferta | In trasferta | In trasferta | In trasferta | In trasferta | Totale | Totale | Totale | Totale | Totale | Totale | DR  |
| Competizione         | Punti | G       | V       | N       | P       | Gf      | Gs      | G            | V            | N            | P            | Gf           | Gs           | G      | V      | N      | P      | Gf     | Gs     | DR  |
| -------------------- | ----- | ------- | ------- | ------- | ------- | ------- | ------- | ------------ | ------------ | ------------ | ------------ | ------------ | ------------ | ------ | ------ | ------ | ------ | ------ | ------ | --- |
| Serie D - Girone B   | 57    | 17      | 9       | 5       | 3       | 30      | 19      | 17           | 7            | 4            | 6            | 28           | 27           | 34     | 16     | 9      | 9      | 59     | 46     | +13 |
| Coppa Italia Serie D |       | 2       | 2       | 0       | 0       | 2       | 0       | 2            | 1            | 0            | 1            | 3            | 1            | 4      | 3      | 0      | 1      | 5      | 1      | +4  |
| Play-off - Girone B  |       | 1       | 0       | 0       | 1       | 1       | 3       | 0            | 0            | 0            | 0            | 0            | 0            | 1      | 0      | 0      | 1      | 1      | 3      | -2  |
| Totale               |       | 20      | 11      | 5       | 4       | 33      | 22      | 19           | 8            | 4            | 7            | 31           | 28           | 39     | 19     | 9      | 11     | 65     | 50     | +15 |